# Jerry Wasserman
Jerry Wasserman, né le 2 novembre 1945 à Cincinnati, est un acteur américain.

## Biographie
Il a joué dans environ 200 films, téléfilms et séries télévisées et a aussi enseigné l'anglais et le théâtre à l'université de la Colombie-Britannique.

## Filmographie

### Cinéma
- 1988 : Randonnée pour un tueur : un agent du FBI
- 1988 : Les Accusés : un avocat
- 1989 : La Mouche 2 : Simms
- 1989 : Allô maman, ici bébé : l'homme maniaque
- 1993 : Les Survivants : le copilote de l'avion
- 1995 : Malicious de Ian Corson
- 1995 : Crying Freeman : le chef Randall
- 1997 : Mr. Magoo : Javier
- 2000 : Christina's House : le shérif Mark Sklar
- 2001 : Folles de lui : Vince
- 2004 : I, Robot : Baldez
- 2005 : Un long week-end : Gordon Lanson
- 2006 : L'Effet papillon 2 : Alberto Fuentes
- 2009 : Alien Trespass : Sam
- 2009 : Watchmen : Les Gardiens : l'inspecteur Fine
- 2010 : Un homme dangereux : Ritchie
- 2010 : Paradoxe : les mondes parallèles de Brenton Spencer : Hillman
- 2014 : The Editor : le chef O'Connor

### Télévision

#### Séries télévisées
- 1986-1989 : Cap Danger (épisodes 1x14 / 3x16 / 6x11) : Redd / Len / Mark Shapiro
- 1987 : Stingray (saison 2, épisodes 8) : Head Marshall
- 1987 : Supercopter (saison 1, épisodes 1 / 18) : Ackroyd / Valdez
- 1987 : Les Aventures de Beans Baxter (15 épisodes) : Numéro deux
- 1987-1989 : 21 Jump Street (5 épisodes, différents rôles) : A.D.A. Brabeck / Knoller / Anderson / Sgt. Crenshaw / Détective
- 1987-1990 : Un flic dans la mafia (6 épisodes, différents rôles) : Burt / L'amie de Monique / Max
- 1988-1990 : MacGyver (épisodes 4x05 / 5x13 / 6x03) : Falco / Nick Milani / Maddox
- 1988 : J.J. Starbuck (saison 1, épisode 13) : Jean Claude
- 1989 : Unsub (saison 1, épisode 8) : Magnus
- 1989 : Tom Bell (saison 1, épisode 2) : Dr Eisenberg
- 1989-1990 : Les deux font la loi (épisodes 1x25 / 2x21 / 3x22) : Timmins / Hank Jefferies / Whiskey Wagon Guard
- 1990 : Booker (saison 1, épisodes 17, 19 & 21) : Lieutenant Goodman
- 1990-1993 : Le ranch de l'espoir (épisodes 1x14 / 2x14 / 4x03) : Patrick / M. Amberson / Détective Hepburn
- 1991 : Broken Badges (mini-série, épisode 4) : Attorney
- 1991 : Palace Guard (saison 1, épisodes 1 & 6) : Grant Dillon
- 1991 : Attachez vos ceintures (saison 1, épisode 3) : Nick Sconto
- 1992 : L'étalon noir (saison 2, épisode 21) : Dr Harrison
- 1992 : Rock 'n' love (5 épisodes) : Jimmy Bandisi
- 1993 : The Hat Squad (saison 1, épisode 11) : Tony D.
- 1993 : Cobra (saison 1, épisode 5) : Calgrove
- 1993-1997 : Madison (20 épisodes) : Don Novak
- 1994 : MANTIS (6 épisodes) : l'inspecteur Paul Warren
- 1994 : Birdland : Shalimar
- 1994 : X-Files (épisodes 1x21 / 2x11) : Docteur Plith / Dr John Drago
- 1995 : Les anges gardiens (saison 1, épisode 20) : Détective Conroy
- 1995 : The Marshal (saison 1, épisode 9) : Agent Kellner
- 1995-2000 : Au-delà du réel : L'aventure continue (épisodes 1x05 / 3x02 / 6x10) : Dr Silcase / William Talbot / Gunther Van Owen
- 1996 : Profit (saison 1, épisode 1) : Dr Wenner
- 1996 : Poltergeist : Les Aventuriers du surnaturel (saison 1, épisode 10) : Dr Patterson
- 1996 / 1999 : The Sentinel (épisodes 2x05 / 4x02) : Killibrew / L'avocat de Brad
- 1997 : Police Academy (saison 1, épisode 5) : Vic Dimozo
- 1998 : Viper (saison 3, épisode 15) : Philip Leech
- 1998 / 2004 : Stargate SG-1 (épisodes 2x14 / 7x20) : Whitlow / Chef d'équipe
- 1998 : Cold Squad, brigade spéciale (12 épisodes) : l'inspecteur Vince Schneider
- 1999 : The Crow (4 épisodes) : le juge Paul Morrison
- 1999-2000 : Aux frontières de l'étrange (épisodes 1x01 / 2x18) : Club Manager / James Garr
- 1999-2000 : First Wave (épisodes 1x18 / 2x20) : Dr Markowitz / Sammy 'The Horse' Kozack
- 1999-2001 : TV business (17 épisode) : Irwin
- 2000 : Call of the Wild (saison 1, épisodes 3 & 12) : Theobold Sovie Smith
- 2001-2002 : Mysterious Ways : Les Chemins de l'étrange (4 épisodes) : l'inspecteur Cobb
- 2002 : Dark Angel (saison 2, épisode 13) : Dr George
- 2002 : Disparition (mini-série, épisode 3) : Surgeon
- 2002-2005 : Smallville (4 épisodes) : Dr Yaeger Scanlan
- 2003 : Dead Zone (saison 2, épisode 4) : Sam Baker
- 2004 : Tru Calling : Compte à rebours (saison 1, épisode 13) : Marlon
- 2005 : Young Blades (saison 1, épisode 4) : Oliver Cromwell
- 2005 : Réunion : Destins brisés (saison 1, épisode 2) : Investigateur
- 2006 : Les Derniers Jours de la planète Terre : Markley
- 2007 : Battlestar Galactica (saison 3, épisode 16) : Cabott
- 2008 : Supernatural (saison 4, épisode 6) : Coroner
- 2012 : Arctic Air (saison 1, épisode 7) : Jeremy
- 2012 : Dr Emily Owens (saison 1, épisode 2) : Dr Morehead
- 2012-2013 : Psych : Enquêteur malgré lui (épisodes 6x16 & 7x01) : Jack Atwater
- 2013 : Motive (saison 1, épisode 5) : M. Victor
- 2016 : Flash (saison 3, épisode 8 : Invasion !) : le président des États-Unis
- 2016 : Toi, moi et elle (6 épisodes) : Dean Weinstock
- 2017 : Hit the Road (saison 1, épisodes 8 & 9) : Gary Vestimonte
- 2018 : Riverdale (saison 2, épisode 15) : M. Lazenby
- 2018 : The Age of Adulting : Rabbi Schisma (2015)
- 2018 : Unreal (saison 4, épisode 6) : Gregor Fields
- 2018-2019 : Le Coeur a ses raisons (épisodes 5x01 & 6x03) : Juge Aaron Southwick
- 2019 : iZombie (saison 5, épisode 7) : Saul Manero
- 2020 : Good Doctor (saison 4, épisode 1) : Walter Flemming
- 2021 : Family Law (saison 1, épisodes 1 & 8) : Juge

#### Téléfilms
- 1993 : 1994 Baker Street: Sherlock Holmes Returns : le lieutenant Civita
- 1994 : Au nom de la vérité : le lieutenant Vigo
- 1994 : Un cœur pour vivre : le cardiologue
- 1996 : Victime du silence : le juge Arnold Rolfe
- 1998 : Pour tout l'or de l'Alaska : Fisher
- 1999 : Destins de femmes : Leo
- 2005 : Une seconde chance : Gordon
- 2006 : A Little Thing Called Murder de Richard Benjamin
- 2007 : L'Insoutenable Vérité : Ed Callahan
- 2007 : Revanche de femme : Marty Rosen
- 2008 : Tornades sur New York : le maire Leonardo
- 2009 : Un mariage sous surveillance : l'inspecteur Richard Walker
- 2010 : Il suffit d'un premier pas : Carl
- 2011 : Le Jugement dernier : Sam Lovell
- 2011 : Sur les traces de ma fille : McCandless
- 2012 : La loi de Goodnight : la belle aventurière (Goodnight for Justice : Queen of Hearts) de Martin Wood : Shérif
- 2013 : Scarecrow de Sheldon Wilson : Murphy
- 2015 : The Legend of Davy Crockett d'Andrew de Villiers : Lord Ashcroft
- 2015 : Une enfance volée (Stolen Dreams) de Jason Bourque : Garwin
- 2016 : Toni Braxton: Unbreak My Heart de Vondie Curtis-Hall : Toni's Lawyer
- 2017 : Mon mari veut me tuer ! (Woman on the Run) de Jason Bourque : Ted Curtis
- 2017 : Aurora Teagarden : meurtre cousu main (Reap What You Sew: An Aurora Teagarden Mystery) de Terry Ingram : Mary Wilson
- 2020 : Love Under the Olive Tree : Raphael Brandini
- 2020 : Les petits miracles de Noël (Christmas in Evergreen: Bells Are Ringing) de Linda-Lisa Hayter : Jeb
- 2020 : Christmas She Wrote : M. Grantham
- 2022 : The Wedding Veil Legacy : Bruce